# Londonderry House

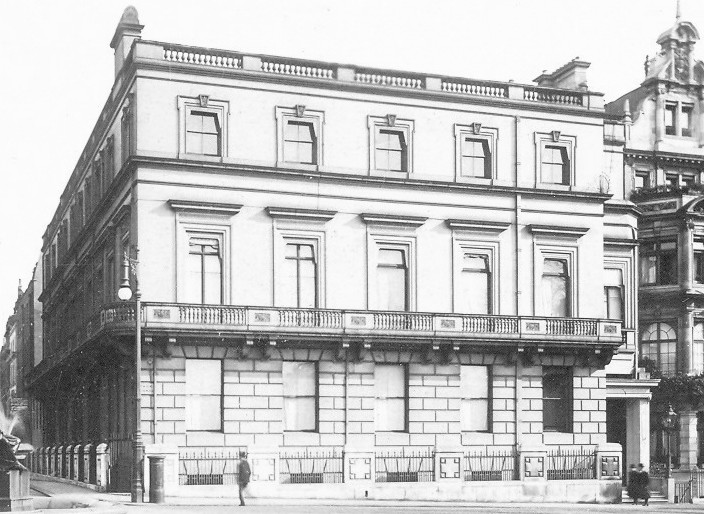
Londonderry House ca. 1900

Londonderry House war ein Herrenhaus an der Park Lane in Mayfair in der britischen Hauptstadt London. Das Haus war das Heim der irischen Adelsfamilie Stewart, den Marquesses of Londonderry. Es blieb ihre Londoner Stadtresidenz bis zu seinem Abriss 1965.

## Name
1819 kaufte der Charles Vane, der 1. Baron Stewart, ein britischer Aristokrat, Londonderry House als Heim für seine Familie für die Zeit, in der sie in London weilte. Lord Stewart wurde 1822 zum 3. Marquess of Londonderry erhoben. Auch wenn das Haus über 150 Jahre in den Händen der Familie Vane war, hatte es schon vorher eine Geschichte.

## Geschichte
Es wurde in den 1760er-Jahren von 6. Earl of Holdernesse gekauft, ebenso wie das Nachbarhaus, das er später erwarb. Er ließ dann beide Häuser zu einem Londoner Stadthaus mit zwei Frontfassaden verbinden.
1819 kaufte Lord Stewart das riesige Haus. Der Familie gehörte ebenfalls das Wynyard House in County Durham und Mount Stewart in der Provinz Ulster in Irland. Bald danach begann der Marquess of Londonderry mit der Renovierung. Er scheute keine Ausgaben, wie man schon an der Wahl seiner Architekten sieht: Benjamin Dean Wyatt und Philip Wyatt.
1835 war der große Umbau beendet und das neue Haus ließ die Londoner vor Ehrfurcht erschauern. Das große Treppenhaus sollte das des nahegelegenen Lancaster House überflügeln, was ihm auch gelang: Es hatte ein großes Oberlicht, Rokoko-Lüster und zwei separate Treppenfluchten Seite an Seite. Dieses großartige Treppenhaus führte in den Großen Ballsaal, der mit Bildern der männlichen Mitglieder der Familie Stewart in Paradekleidung dekoriert war. Man sagt, dieser Raum sei von der Waterloo Chamber von Apsley House inspiriert gewesen, aber er überflügelte auch diesen. Rund um den Raum waren große Marmorstatuen von Antonio Canova angeordnet und Stühle im französischen Stil.

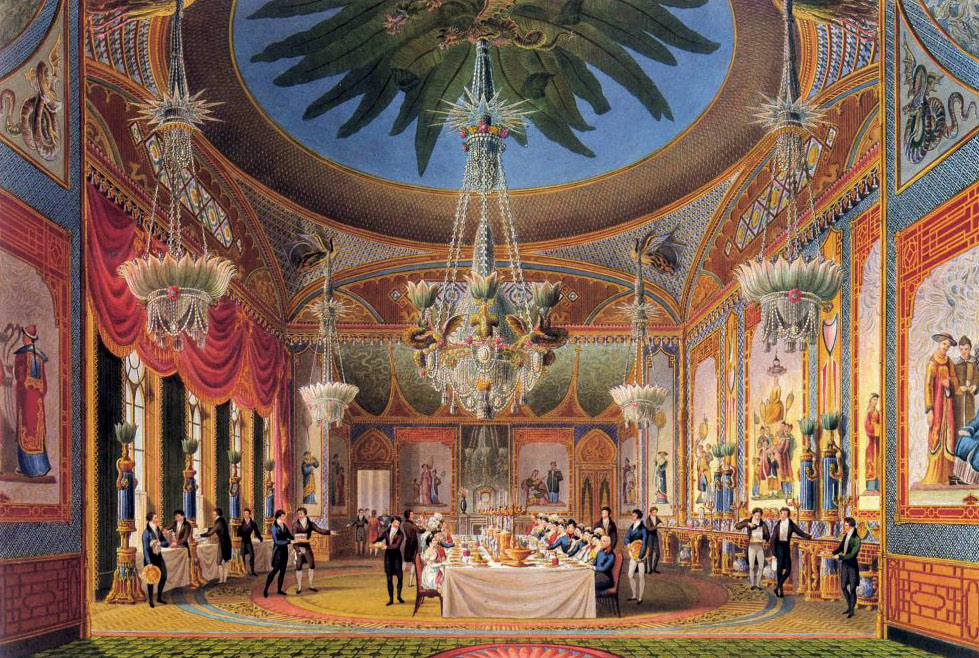
Den größten Teil des Londonderry Silver kann man im Royal Pavilion in Brighton sehen.

Von dort aus kam man ins Speisezimmer, in dem die wunderbare Silbersammlung der Londonderrys ausgestellt war, die als Londonderry Silver bekannt wurde. Einen großen Teil davon kaufte die Stadtverwaltung von Brighton für das Royal Pavilion, wo man es heute zusammen mit dem Ormonde Silver bewundern kann.
Ein weiterer eleganter Raum war der dreigeteilte Salon, der mit weiteren Silberstücken, französischem Mobiliar und Gemälden internationaler Künstler dekoriert war. Die Decke war mit Vögeln bemalt.
Während des Ersten Weltkrieges diente das Haus als Militärhospital. Nach dem Krieg nutzten Charles Vane-Tempest-Stewart, Viscount Castlereagh, und seine Frau Edith Helen Chaplin das Haus weiter und gaben dort viele Feste und Empfänge. Nach dem Zweiten Weltkrieg blieb das Haus in Besitz der Familie Londonderry.
Das Zeitalter der Londonderrys war Ende der 1950er-Jahre vorbei, weil ein so großes Haus zu hohe Kosten verursachte.
Es wurde 1962 verkauft und abgerissen. An seiner Stelle entstand das London Hilton.